# Dragobraća
Dragobraća (en serbe cyrillique : Драгобраћа) est un village de Serbie situé dans la municipalité de Stanovo (Kragujevac), district de Šumadija. Au recensement de 2011, il comptait 1 150 habitants.

## Démographie

### Évolution historique de la population
| 1948 | 1953 | 1961 | 1971 | 1981 | 1991 | 2002 | 2011  |
| ---- | ---- | ---- | ---- | ---- | ---- | ---- | ----- |
| 535  | 522  | 557  | 597  | 764  | 806  | 845  | 1 150 |

|  |